# انتظام قسائمي

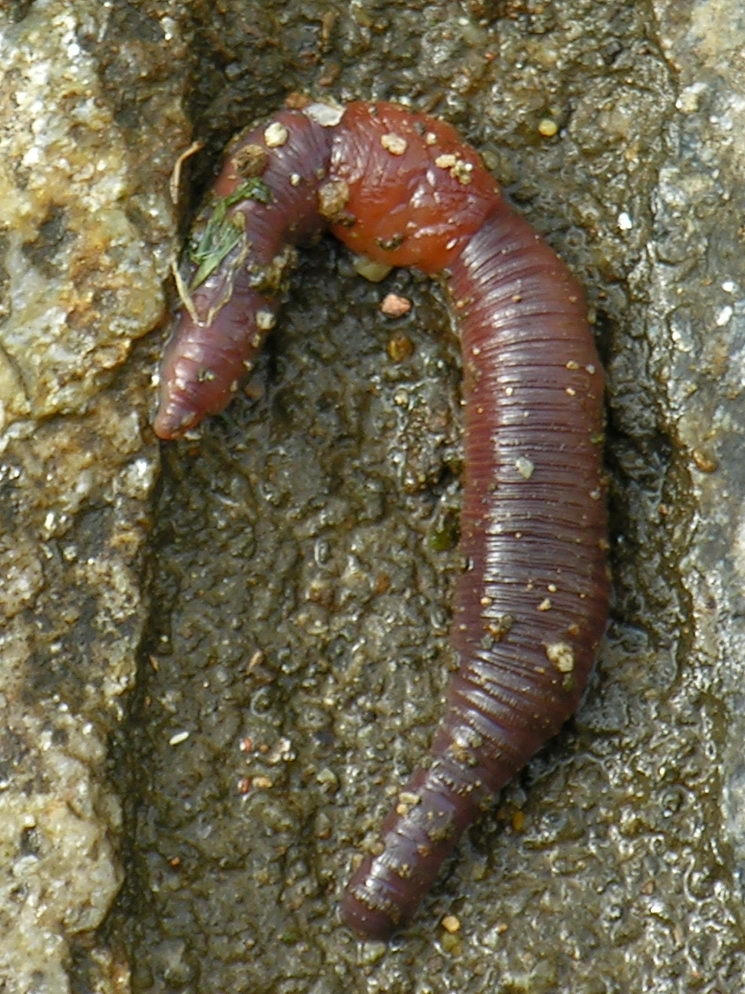
ديدان الأرض هي مثال تقليدي للخذامية الحيوية الاتكالية - خاصية تكرار أجزاء الجسم بمناطق مختلفة.

في علم الأحياء، يكون الانتظام القسائمي أو الخُذاميّة عبارة عن سلسلة خطية من أجزاء الجسم المتماثلة بصورة جوهرية في البنية، ولكن هذه البنى ليست جميعها متماثلة تمامًا في أي شكل فردي من أشكال الحياة لأن بعضًا منها يقوم بوظائف خاصة. وفي الحيوانات، يُشار إلى الأجزاء التقاسمية باسم الجسيدات أو الخُذامات. وفي النبات، يُشار إليها باسم الخُذامات أو، بشكل أكثر تحديدًا، فايتومر.

## في الحيوانات
في الحيوانات، يعرف الانتظام القسائمي بكونه حدث أديمي متوسط ينتج عنه تكرار تسلسلي من وحدات التقسيمات الفرعية من الأديم الظاهر والأديم المتوسط products. Endoderm is not involved in metamery. والعقلة ليست بنفس مفهوم الانتظام القسائمي. وقد يقتصر التقسيم فقط على تجزئة أنسجة الأديم الظاهري المستمدة، على سبيل المثال، في الشراطيات الدودة الشريطية. ويعد الانتظام القسائمي أكثر أهميةً من الناحية البيولوجية لأنه يشكل الجسيدات، ويسمى أيضًا القسائم، التي تلعب دورًا حيويًا في مرحلة التحول المتقدمة.
ويمكن تقسيم الانتظام القسائمي إلى فئتين رئيسيتين: 
- الانتظام القسائمي المتشاذر هو عبارة عن تتابع تسلسلي دقيق من الجسيدات، وفي الواقع، ليس هناك أمثلة حقيقية له في اللافقاريات، إلا أن دود العلقيات، على سبيل المثال النيرز، يُستخدم كنموذج لتصوير الانتظام القسائمي المتشاذر.
- الانتظام القسائمي الاتكالي هو حالة تتجمع فيها الانتظامات القسائمية معًا للقيام بوظائف مماثلة. والمثال الصارخ على هذا هو رأس الحشرة (خمسة انتظامات قسائمية)، والقفص الصدري (ثلاثة انتظامات قسائمية)، والبطن (أحد عشر انتظامًا قسائميًا، وليس جميعها ملحوظًا في كل الحشرات). وتسمى العملية التي ينتج عنها تجميع الانتظامات القسائمية باسم «التجمع القسائمي»، وتسمى كل تجميعة الطبقة (الجمع: الطبقات). وفي الكائنات الحية ذات الطبقات المستمدة بشكل كبير، مثل الحشرات، قد لا يكون الكثير من الانتظامات القسائمية داخل الطبقة مميزة بشكل ضئيل. وقد تكون في الهياكل التي لا تعكس بالضرورة وظيفة قسائمية مجمعة (مثل نظام العصب التدرجي أو الجسيدة ولا تعكس هيكل وحدوي لقفص صدري).

ويعد البشر وغيرهم من الحبليات أمثلةً واضحةً للكائنات التي لديها انتظامات قسائمية مجمعة بصورة وثيقة في طبقات. ففي الحبليات تنصهر الانتظامات القسائمية لكل طبقة إلى حد يكون فيه عدد السمات المتكررة المرئية بشكل مباشر قليل جدًا. وهناك ضرورة ملحة لإجراء تحقيقات مكثفة لتمييز الانتظام القسائمي في طبقات هذه الكائنات. ومن أمثلة أدلة الهياكل القسائمية الأثارية القابلة للكشف، الأقواس الخيشومية والأعصاب القحفية.

## في النبات
الانتظام القسائمي هو واحد من عدة أجزاء تشترك في بناء طلع النبات، أو التي بداخلها قد يتم حل طلع النبات من الناحية المفاهيمية (على الأقل). وفي نموذج التقاسمية، يتكون النبات من سلسلة من «الوحدات النباتية» أو الجسيدات النباتية، وتتألف كل منها من السلامية وعقدتها العلوية مع الورقة المصاحبة. As Asa Gray (1850) wrote:
ويظهر الفرع، أو الساق البسيط نفسه، بصورة واضحة كلفيف من الأجزاء المماثلة، وُضعت واحدة فوق أخرى في سلسلة متواصلة، تنموا واحدة من الأخرى في تناوبات متعاقبة. كل مفصل من مفاصل الساق، التي تنبت ورقها في قمة الرأس، هو بمثابة عنصر نباتي كامل، أو كما نسميه الجسيد النباتي ــ نبات محتمل، به جميع أعضاء النبات، من ساق، وأوراق، وحتى الجذور في نموه السفلي، أو ما يعادلها. هذه الطريقة في تكوين النبات، وإن لم تكن جديدةً، لم يتم تقديرها كما ينبغي. وأرى أنه من الضروري وجود فهم فلسفي صحيح للنبات.
فبعض النباتات، وخاصة الأعشاب، تظهر وجود بناء قسائمي أكثر وضوحًا، ولكن يفتقر كثير من النباتات إلى الوحدات المنفصلة أو أن وجودها غير واضح بصورة حاسمة. وقد تم انتقاد نظرية الجسيدات النباتية باعتبارها إفراط في الابتكار، وهو مفهوم أكاديمي يعني قلة الارتباط بالواقع. وقد خلُص إيمز (1961) إلى أنه «تم حجب مفاهيم طلع النبات باعتبارها تتكون من سلسلة من الوحدات الهيكلية كان بسبب هيمنة نظرية الساق والأوراق. مثل هذه الوحدات التشريحية لا وجود لها: فالطلع هو الوحدة الأساسية للنبات.» ورغم ذلك، لا يزال البعض يعتقد بأن الدراسة المقارنة بجانب طول الكائن الحي القسائمي جانبًا أساسيًا من جوانب مورفولوجيا النبات.
وتقسم المفاهيم القسائمية بصورة عامة المحور النباتي إلى وحدات متكررة بطوله، ولكن التركيبات المستندة إلى تقسيمات أخرى هي أيضًا ممكنة. تصور نظرية نموذج الأنابيب للنبات (وخصوصا الأشجار) كما لو كان مكونًا من وحدات أنبيبة ('قسائم')، كل منها يدعم وحدة كمية من الأنسجة الضوئية. وقد اُقترحت أيضًا القسائم العمودية في بعض الشجيرات الصحراوية التي عُدل بها الساق إلى شرائح معزولة من النسيج الوعائي الخشبي، ولكل منها استمرارية من الجذر إلى الساق. وهذا قد يمكن النبات من استئصال جزء كبير من نظام الطلع به استجابةً للجفاف، دون الإضرار بالجزء المتبقي.
في النباتات الوعائية، يختلف نظام إخراج طلع النبات بشكل جوهري عن نظام الجذور حيث يظهر الأول تركيبًا قسائميًا (وحدات أعضاء متكررة؛ الساق، والأوراق، والإزهار)، في حين أن الأخير لا يقوم بذلك. ويمثل جنين النبات الانتظام القسائمي الأول لطلع النبات في البذريات أو بذور النبات.
وتمتلك النباتات (الأشجار خاصة) «تركيبًا يتكون من وحدات»، وهو وحدة تشكل محورًا يتم فيه تسلسل التمايز الجوي الكامل من البدء في النسيج الإنشائي إلي بداية النشاط الجنسي (على سبيل المثال، نمو الزهرة أو المخروط) الذي يكمل نموه. وتعتبر هذه الوحدات تنمويةً، وليست هيكليةً بالضرورة.